# Ниже
«Ниже» — второй альбом группы «KYPCK». Альбом записывался с конца ноября 2009 года по конец февраля 2010 года на студии Yellow House Studio и на студии Matrixtor Studio, где были записаны ударные. Выход альбома задержался до 2011 года из-за смены и поиска нового музыкального лейбла.

## Список композиций
| №                   | Название            | Текст песни             | Музыка                  | Длительность |
| ------------------- | ------------------- | ----------------------- | ----------------------- | ------------ |
| 1.                  | «Гифарус»           | —                       | Х. Хийлесмаа            | 1:49         |
| 2.                  | «После»             | Э. Сеппянен             | Э. Сеппянен, С. Лопакка | 7:36         |
| 3.                  | «Аллея Сталина»     | Э. Сеппянен             | Х. Хийлесмаа            | 4:03         |
| 4.                  | «Чужой»             | Э. Сеппянен             | С. Лопакка              | 9:16         |
| 5.                  | «Фелица»            | Э. Сеппянен             | Я. Юля-Раутио           | 5:34         |
| 6.                  | «Разрыв»            | Э. Сеппянен, С. Лопакка | С. Лопакка              | 7:35         |
| 7.                  | «Бурлаки на Волге»  | Э. Сеппянен             | Х. Хийлесмаа            | 5:52         |
| 8.                  | «Бардак»            | Э. Сеппянен             | Я. Юля-Раутио           | 4:56         |
| 9.                  | «Товарищам»         | Э. Сеппянен             | С. Лопакка              | 6:29         |
| 10.                 | «Вальс смерти»      | —                       | С. Лопакка              | 4:06         |
| Общая длительность: | Общая длительность: | Общая длительность:     | Общая длительность:     | 57:16        |

- На композицию «Аллея Сталина» был снят видеоклип.
- В композиции «Чужой» приведена цитата из стиха 24 поэмы «Мцыри» Михаила Лермонтова.
- В композиции «Товарищам» приведена цитата из стихотворения «Silentium!» Фёдора Тютчева.
- Композиция «Вальс смерти» посвящена ушедшему из жизни гитаристу, композитору и поэту группы Sentenced Мийке Тенкуле (1974—2009).

| - Дата записи и сведения: 2009—2010 гг. - Студия: «Yellow House Studio», «Matrixtor Studio». - Звукоинженер, продюсер: Хиили Хийлесмаа (K. H. M. Hiilesmaa) - Сведение: Хиили Хийлесмаа (K. H. M. Hiilesmaa), Юха Хейнинен (Juha Heininen). - Мастеринг: Сванте Форсбэк (Svante Forsbäck), студия «Chartmakers». - Дизайн: Сами Лопакка (S. S. Lopakka) - Фотограф: Алексей Репкин | - Эркки Сеппянен (E. Seppanen) — вокал - Сами Лопакка (S. S. Lopakka) — гитара - Яска Юля-Раутио (J. T. Yla-Rautio) — бас-гитара - Хиили Хийлесмаа (K. H. M. Hiilesmaa) — ударные |